# Augusto Albini

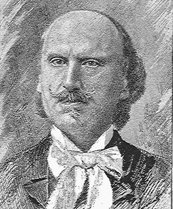
Augusto Albini

Augusto Albini (* 30. Juli 1830 in Genua; † 3. Juni 1909 in Rom) war ein Admiral der Italienischen Marine sowie Waffenkonstrukteur.

## Leben und Wirken
Sein Vater Giuseppe Albini und sein Bruder Giovan Battista Albini waren ebenfalls Offiziere der Kriegsmarine. Im Range eines Kapitän zur See war Albini von 1862 bis 1872 in London. Zunächst beaufsichtigte er den Bau des Turmschiffes Affondatore, später arbeitete er als Militärattaché der italienischen Botschaft. In dieser Funktion fädelte er einige große Waffengeschäfte mit der Elswick Ordnance Company ein. 
Albani war technisch sehr interessiert; unter anderem entwarf er mehrere Geschützlafetten. Im Jahre 1865 konstruierte er ein Einzelladergewehr. Mit Hilfe des englischen Büchsenmachers Francis Augustus Braendlin perfektionierte er das Gewehr. Beide erhielten 1866/1867 ein Patent auf das Albini-Braendlin-Gewehr. Albinis Gewehr nahm im Royal Arsenal an einer Ausschreibung teil, wurde aber nicht ausgewählt. Schließlich konnte Albini seinen Entwurf an Belgien, aber auch die italienische Marine sowie andere Länder verkaufen.